# Tembok Luwung
Tembok Luwung is een bestuurslaag in het regentschap Tegal van de provincie Midden-Java, Indonesië. Tembok Luwung telt 9706 inwoners (volkstelling 2010).